# Пчёлка (новелла)
«Пчёлка» (фр. Abeille) — новелла французского писателя Анатоля Франса, опубликованная в 1882 году. В 1889 году была включена в авторский сборник «Валтасар».
Действие новеллы происходит в сказочном мире условного европейского средневековья. Дочь герцога Кларидского по имени Пчёлка воспитывается вместе с сыном графа де Бланшеланд Жоржем. Однажды дети отправляются на прогулку к дальнему озеру и попадают в плен к сказочным существам: Пчёлка к гномам, Жорж — к ундинам. Проходят годы, герои становятся взрослыми. Король гномов Лок решает жениться на Пчёлке, но та говорит ему, что хочет стать женой Жоржа. Лок узнаёт, что ундины держат его соперника в тюрьме, освобождает его и показывает путь на землю. Вернувшись в Кларидское герцогство, Жорж вместе с оруженосцем Верное Сердце отправляется на поиски Пчёлки. Гномы, услышав его требование, отпускают пленницу.
«Пчёлка» была впервые опубликована в 1882 году. В 1889 году Франс включил её в сборник «Валтасар». В этой новелле писатель опирается на традиции французской народной сказки и рыцарского романа, создаёт стилизацию в духе французской прозы XVII века (это заметно по названиям глав, представляющим собой краткое изложение содержания, по делению на отдельные главы сюжетных линий).